# Christian Coulson
Christian Peter Coulson (Manchester, Inglaterra, 3 de outubro de 1978), é um ator britânico. Seu trabalho mais importante foi no filme Harry Potter and the Chamber of Secrets, interpretando Tom Riddle.

## Biografia
Coulson nasceu em Manchester. Ele frequentou a Arnold House Preparatory School em Londres, antes de frequentar a Westminster School com uma bolsa acadêmica. Ele foi membro do National Youth Music Theatre do Reino Unido de 1990 a 1997, e foi para a Universidade de Cambridge , onde se formou em inglês pelo Clare College em 2000. Enquanto estava na universidade, ele interpretou o MC (Mestre de Cerimônias) em Cabaret, Arturo Ui em The Resistible Rise of Arturo Ui e Claire em The Maids, além de aparecer em filmes e televisão.

## Carreira
Coulson ganhou atenção e popularidade mundial por seu papel em Harry Potter and the Chamber of Secrets de 2002, no qual interpretou um Tom Riddle de 16 anos, embora Coulson tivesse 23 anos na época. No entanto, em 2007, o diretor David Yates indicou na MTV que Coulson não repetiria seu papel em Half-Blood Prince, já que, aos 29 anos, ele já estava muito velho. 
Ele também escreveu a letra e o livro de um musical de rock chamado The Fallen, que foi apresentado na Bedford Modern School em 1998. 
Desde 2015, Coulson reside e trabalha na cidade de Nova York  como ator, diretor,fotógrafo e narrador de audiolivros.Dirigiu o videoclipe "Nevermind" de Ben Barnes,lançado em 6 de dezembro de 2024.

## Filmografia

### Filmes
| Ano  | Filme                                   | Papel                     | Notas                                                             |
| ---- | --------------------------------------- | ------------------------- | ----------------------------------------------------------------- |
| 2002 | The Four Feathers                       | Drummer boy               | Não Creditado                                                     |
| 2002 | Harry Potter and the Chamber of Secrets | Tom Riddle/Lord Voldemort | Nominated – Phoenix Film Critics Society Award for Best Cast      |
| 2002 | The Hours                               | Ralph Partridge           | Helper at Hogarth Press, run by Leonard Woolf                     |
| 2005 | Take Me Back                            | Charlie                   |                                                                   |
| 2007 | Last Night                              | Nick                      |                                                                   |
| 2012 | I Am Nasrine                            | Tommy                     |                                                                   |
| 2012 | Gayby                                   | Aaron                     |                                                                   |
| 2012 | Leaving Circadia                        | Colin                     |                                                                   |
| 2013 | Amateur                                 | Evan                      |                                                                   |
| 2014 | Love Is Strange                         | Ian                       |                                                                   |
| 2015 | Those Who Wander                        | Spencer                   |                                                                   |
| 2019 | Bite Me                                 | James Thayer              | elenco principal                                                  |
| 2023 | Burrow (curta metragem)                 | John F. Harbord           | Vencedor 2024 Frameline Award Colin Higgins Youth Filmmaker Grant |

### TV
| Ano  | Titulo                                | Papel                          | Nota                            |
| ---- | ------------------------------------- | ------------------------------ | ------------------------------- |
| 2001 | Love in a Cold Climate                | Matt Radlett                   | Miniseries                      |
| 2001 | Weirdsister College                   | Ben Stemson                    | Main Role: 13 episodes          |
| 2002 | The Forsyte Saga                      | Jolly Forsyte                  | Minisseries                     |
| 2003 | Hornblower: Loyalty                   | Midshipman John 'Jack' Hammond | TV Movie                        |
| 2003 | Charles II: The Power and the Passion | James, Duke of Monmouth        | TV Movie                        |
| 2003 | Little Britain                        | Joe                            | Episode: Hard-Boiled Egg Eating |
| 2005 | Agatha Christie's Marple              | Edmund Swettenham              | Episode: A Murder Is Announced  |
| 2005 | Beethoven                             | Archduke Rudolph               | Minisseries                     |
| 2005 | Brief Encounters                      | Adam                           | Episode: Lost & Found           |
| 2009 | The Battery's Down: Losing My Mind    | Raoul                          | Episode: Losing My Mind         |
| 2010 | Jeffery & Cole Casserole              |                                | Episode: "The Becky"            |
| 2010 | Gossip Girl                           | Ivan                           | Episode: Touch of Eva           |
| 2011 | Wiener & Wiener                       | Garry                          | 3 episodes                      |
| 2011 | The Good Wife                         | Andre Bergson                  | Episode: Death Row Tip          |
| 2015 | Eye Candy                             | Marcos                         | Episode 6                       |
| 2017 | Nashville                             | Damien George                  | 5 episodes                      |
| 2018 | Mozart in the Jungle                  | Sebastian                      | 8 episodes                      |
| 2019 | Until the Wedding                     | James                          | TV pilot                        |
| 2020 | High Fidelity                         | Benjamin                       | 2 episodes                      |
| 2020 | Blue Bloods                           | Brooks Hammond                 | Episode: "Bones to Pick"        |

### Audio Drama
| Ano  | Titulo                                      | Papel           |
| ---- | ------------------------------------------- | --------------- |
| 2007 | Doctor Who: The Bride of Peladon            | Pelleas         |
| 2008 | Doctor Who: The Haunting of Thomas Brewster | Robert McIntosh |

### Audiolivros
| Ano  | Titulo                                                                    | Autor                                    | Notas                     |
| ---- | ------------------------------------------------------------------------- | ---------------------------------------- | ------------------------- |
| 2011 | The White Devil                                                           | Justin Evans                             |                           |
| 2013 | Golden Boy: A Novel                                                       | Abigail Tarttelin                        |                           |
| 2014 | Moth and Spark                                                            | Anne Leonard                             |                           |
| 2014 | Twenty Trillion Leagues Under the Sea                                     | Adam Roberts                             |                           |
| 2015 | Hell and Good Company: The Spanish Civil War and the World It Made        | Richard Rhodes                           |                           |
| 2015 | Sweet Temptation                                                          | Wendy Higgins                            |                           |
| 2015 | The Dead House                                                            | Dawn Kurtagich                           | AudioFile Earphones Award |
| 2016 | Paddington Sets Sail                                                      | Michael Bond                             |                           |
| 2016 | Paddington and the Magic Trick                                            | Michael Bond                             |                           |
| 2016 | Paddington Plays On                                                       | Michael Bond                             |                           |
| 2016 | Private:The Royals                                                        | James Patterson Rees Jones               |                           |
| 2017 | No Man's Land: A Novel                                                    | Simon Tolkien                            |                           |
| 2017 | Paddington's Day Off                                                      | Michael Bond                             |                           |
| 2017 | The Gentleman's Guide to Vice and Virtue: Montague Siblings, Book 1       | Mackenzi Lee                             | AudioFile Earphones Award |
| 2018 | Into?: A Novel                                                            | North Morgan                             |                           |
| 2018 | Flight or Frigt                                                           | Stephen King, Bev Vincent                |                           |
| 2019 | Fireborne: The Aurelian Cycle,Book 1                                      | Rosaria Munda                            | AudioFile Earphones Award |
| 2021 | Flamefall:The Aurelian Cycle,Book 2                                       | Rosaria Munda                            |                           |
| 2021 | Seven Demons                                                              | Aidan Truhen                             |                           |
| 2021 | The Stars We Share                                                        | Rafe Posey                               |                           |
| 2021 | The Jealousy Man and Other Stories                                        | Jo Nesba,Robert Ferguson                 |                           |
| 2021 | Dark Rise                                                                 | C. S. Pacat                              |                           |
| 2021 | The Nobleman's Guide to Scandal and Shipwrecks: Montague Siblings, Book 3 | Mackenzi Lee                             |                           |
| 2022 | Furysong: The Aurelian Cycle,Book 3                                       | Rosaria Munda                            |                           |
| 2022 | Bloody Fool for Love: A Spike Prequel                                     | William Ritter                           |                           |
| 2023 | The Winter Soldier: Cold Front                                            | Mackenzi Lee                             |                           |
| 2023 | Dark Heir                                                                 | C. S. Pacat                              |                           |
| 2023 | In Memoriam                                                               | Alice Winn                               |                           |
| 2023 | Sword Catcher                                                             | Cassandra Clare                          |                           |
| 2024 | This Disaster Loves You                                                   | Richard Roger                            |                           |
| 2024 | How To Leave The House                                                    | Nathan Newman                            |                           |
| 2024 | Excalibur: Tales of King Arthur 3                                         | Hudson Talbott                           |                           |
| 2024 | The Naked Civil Servant                                                   | Quentin Crisp,Michael Holroyd (prefacio) |                           |
| 2025 | Following The Moon                                                        | James Norbury                            |                           |

### Teatro
| Ano  | Titulo                     | Personagem    | Local                                                 |
| ---- | -------------------------- | ------------- | ----------------------------------------------------- |
| 2002 | Romeo and Juliet           | Romeo         | Liverpool Playhouse, Liverpool                        |
| 2004 | Journey's End              | Raleigh       | Comedy Theatre, London                                |
| 2006 | Festen                     | Christian     | UK Tour                                               |
| 2007 | Ghosts                     | Osvald        | Gate Theatre, London                                  |
| 2012 | Travesties                 | Tristan Tzara |                                                       |
| 2015 | Everything You Touch       | Vitor         |                                                       |
| 2018 | Shakespeare in Love        | Lord Wessex   | Pennsylvania Shakespeare Festival, Desales University |
| 2018 | King Richard II            | King Richard  | Pennsylvania Shakespeare Festival, Desales University |
| 2023 | The XIXth (The Nineteenth) | Neville       | The Old Globe Theatre, San Diego                      |